# Maison de vigneron de Chevigney
La maison de vigneron de Chevigney est un édifice, inscrit aux monuments historiques, situé à Chevigney, en France.

## Description
Maison à un étage d'habitation (deux pièces) sur rez-de-chaussée utilitaire (cellier) avec escalier extérieur et galerie en gouttereau.

## Localisation
L'édifice est situé sur la commune de Chevigney, dans le département français de la Haute-Saône.

## Historique
Les façades et toitures, ainsi que le cellier et les deux pièces à l'étage font l'objet d'une inscription au titre des monuments historiques par arrêté du 2 octobre 1986.